# Kidapawan
Kidapawan es una ciudad y la cabecera de la provincia de Cotabato en Filipinas. Según el censo del 2000, tiene 101,205 habitantes.

## Barangayes
Kidapawan se divide administrativamente en 40 barangayes.
| - Amas - Amazion - Balabag - Balindog - Benoligan - Berada - Gayola - Ginatilan - Ilomavis - Indangan - Junction - Kalaisan - Kalasuyan - Katipunan | - Lanao - Linangcob - Luvimin - Macabolig - Malinan - Manongol - Marbel (Embac) - Mateo - Meochao - Mua-an - New Bohol - Nuangan - Onica | - Paco - Patadon (Patadon East) - Pérez - Población - San Isidro - San Roque - Santo Niño - Sibawan - Sikitan - Singao - Sudapin - Sumbao - Magsaysay |

## Historia
Kidapawan forma parte de la provincia de Cotabato. El 22 de junio de 1963 fue creado el municipio de Magpet segregando los barrios de Magpet, Del Pilar, Inac, Kamada, Tagabac, Kiantog, Kisandal, Kaunod, Illan, Sallab, Kalambugan, Bangkal, Dalag, Lomot, Datu Incla, Datu Unot, Malibatuan, Datu Selio, Tumanda, Binuangan, Mapayagan, Ulougaga, Midsungan, y Alibayon.